# Tradicionalisme catòlic

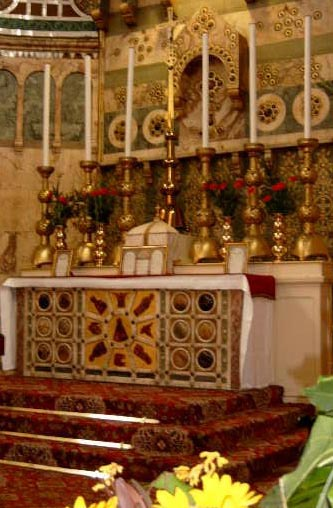
Altar a l'església de la Newman University Church, Dublín, preparat per a una missa tradicional

El tradicionalisme catòlic és un conjunt de creences religioses formades pels costums, les tradicions, les formes litúrgiques, les devocions públiques, privades i de grups i les presentacions de l'ensenyament de l'Església catòlica abans del Concili Vaticà II (1962-65). S'associa a una afecció a la missa de ritu romà anterior a 1970, referida a la missa llatina tradicional.
Els catòlics tradicionalistes es van mostrar contraris als canvis litúrgics que van succeir en el Concili Vaticà II, argumentant que van despullar la litúrgia de la seva sacralitat exterior i la van fer massa protestant, erosionant la fe en la presència real de Crist a l'Eucaristia. Molts també s'oposen als ensenyaments socials donats per l'Església durant i després del Concili, i a l'ecumenisme, afirmant que aquest darrer desdibuixa les línies entre el catolicisme i altres religions.

## Història
El moviment tradicionalista modern s'inicia a principis dels anys setanta, quan els catòlics conservadors contraris o incòmodes amb els canvis socials i litúrgics provocats pel Concili Vaticà II van començar a unir-se. El 1970, l'arquebisbe francès Marcel Lefebvre va fundar la Societat de Sant Pius X (SSPX), formada per sacerdots que només dirien la missa llatina tradicional i que es van oposar a allò que veia com a influències liberals excessives a l'Església. Amb el pas del temps, el moviment de Lefebvre va créixer a pesar dels fraccionaments de diversos grups. Alguns catòlics, molts mai afiliats a Lefebvre, van prendre la posició del sedevacantisme, segons la qual Joan XXIII i els seus successors són heretges i, per tant, no es poden considerar papes, i que la nova Església i les noves expressions dels sagraments no són vàlides. Altres grups marginals coneguts com a conclavistes han elegit els seus propis papes en oposició als homes generalment considerats pel món com els veritables papes. La Societat de Sant Pius V (SSPV) es va separar de Lefebvre per les seves objeccions sobre l'ús del missal del papa Joan XXIII per part de la SSPX, com que preferien el missal més antic del Pius V de 1570. Van posar en dubte públicament la legitimitat dels papes post-Vaticà II. Lefebvre va renunciar oficialment a aquestes posicions, però el seu moviment encara despertava la sospita de les autoritats romanes. El 1988, ell i un altre bisbe van consagrar quatre homes com a bisbes sense el permís papal, fet que va suposar una excomunió Latae sententiae per als sis homes directament implicats però no per a la societat. Alguns membres de la SSPX, sense voler participar en el que consideraven un cisma, van abandonar i van fundar la Fraternitat Sacerdotal de Sant Pere (FSSP), que celebra la missa llatina tradicional però en plena comunió amb la Santa Seu. Durant el papat del papa Benet XVI, es van fer nombrosos intents per tornar el SSPX de la seva separació de l'autoritat de l'Església, inclòs l'aixecament de les excomunions sobre els quatre bisbes supervivents pel papa Benet XVI el 2009. Aquests esforços van fracassar, però els esforços de la SSPX per negociar amb Roma van portar a la creació de la Resistència SSPX minoritària .

## Diferents tipus de tradicionalistes

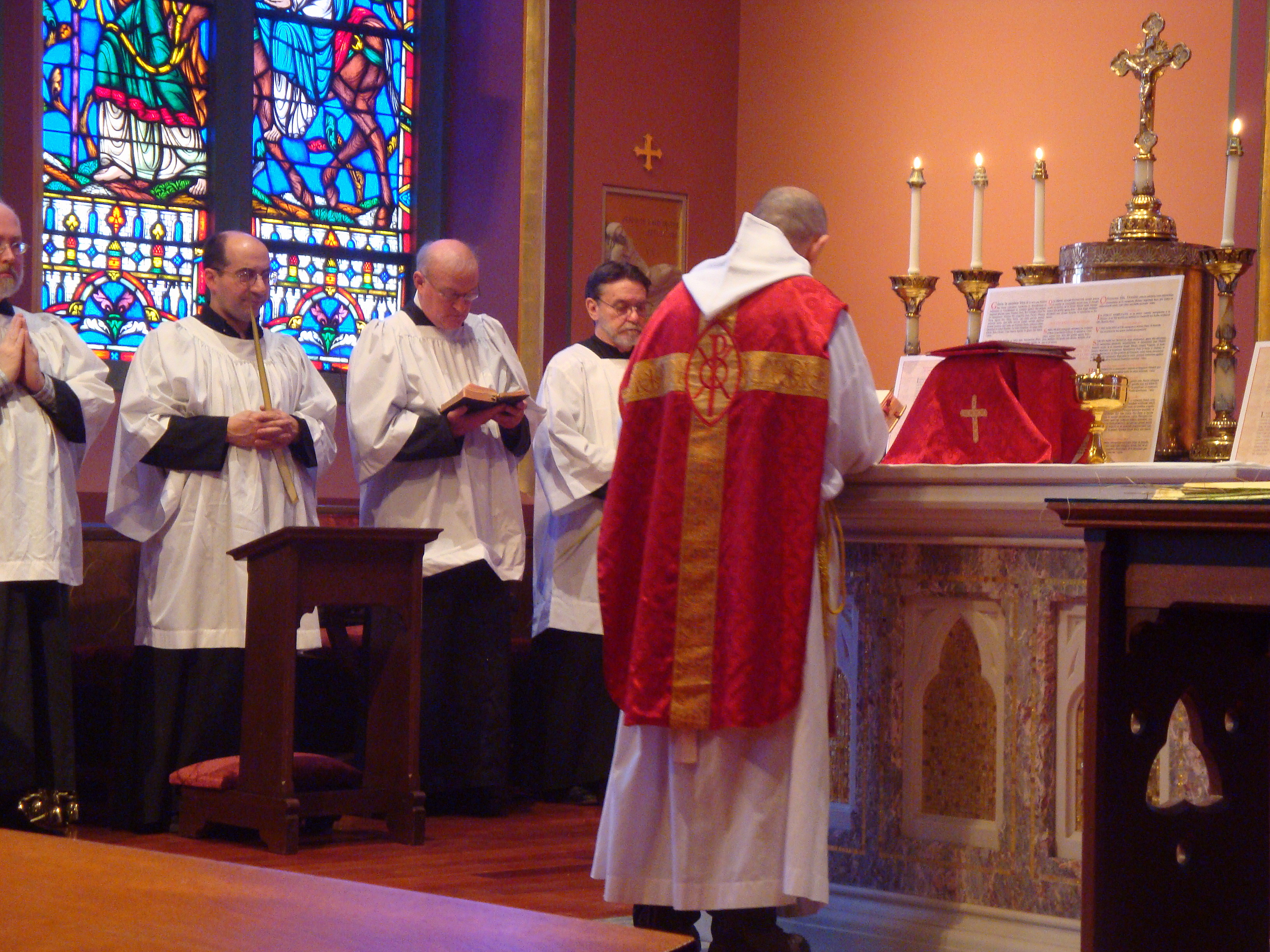
Missa Tridentina en una capella de la Catedral de la Santa Creu, Boston, Diumenge de Rams del 2009

Els catòlics tradicionalistes es poden dividir en quatre grups amplis.

### Tradicionalistes en bon estat amb la Santa Seu
Des del Concili Vaticà II, s'han iniciat diverses organitzacions tradicionalistes que, posteriorment, han obtingut l'aprovació de l'Església catòlica. Aquestes organitzacions accepten en principi els documents del Concili Vaticà II i consideren legítims els canvis associats al Concili (com la revisió de la missa), si sovint prudencialment poc prudents, però celebren les formes més antigues amb l'aprovació de la Santa Seu.
- Fraternitat sacerdotal de Sant Pere (FSSP)
- Institut de Crist Rei Sobirà Sacerdot (ICRSP),
- Fills del Santíssim Redemptor  (FSSR)
- Institut del Bon Pastor (IBP)
- Servidors de Jesús i Maria (Servi Jesu et Mariae, SJM)
- Canonges regulars de la Nova Jerusalem (CRNJ)
- Cànons regulars de Sant Joan Cantius (SJC)
- Cànons regulars de la Santa Creu
- Fraternitat de Sant Vicent Ferrer
- Administració Apostòlica Personal de Sant Joan Maria Vianney (PAASJV)
- Miles Christi (MC)

També hi ha diverses comunitats monàstiques, incloses
- Monestir de la Mare de Déu de l'Anunciació de Clear Creek
- Monestir de Sant Benet a Norcia
- Monjos de la Santíssima Mare de Déu del Mont Carmel
- Monestir de la Mare de Déu del Cenacle
- Abadia de Le Barroux

Consulteu les comunitats que utilitzen la missa Tridentina per obtenir una llista més detallada.
A més a més, molts catòlics tradicionals en bon estat amb Roma són servits per sacerdots locals diocesans o religiosos que estan disposats i poden oferir els ritus tradicionals. Molts altres catòlics que simpatitzen o s'identifiquen com a tradicionalistes no poden assistir regularment a la litúrgia tradicional perquè no s'ofereix a la seva zona (almenys no amb la regularitat canònica) i assisteixen a la missa de Pau VI, l'actual ordinari o normal el ritu de missa romà després del Concili Vaticà II. Altres poden assistir a les litúrgies de les esglésies catòliques orientals, si estan disponibles. També hi ha nombroses organitzacions laiques locals i internacionals de catòlics tradicionals, com els grups de joves dels Juventutem..
Alguns consideren que els catòlics tradicionalistes difereixen dels neoconservadors perquè el neo-conservador basa tot el seu sistema de creences en l'ensenyament del magisteri actual, mentre que el tradicionalista interpreta el present amb la perspectiva del passat.

### Tradicionalistes vistos per la Santa Seu com a irregulars
Alguns tradicionalistes reben els sagraments de sacerdots considerats suspesos a divinis per les autoritats de l'Església, tot i que aquests sacerdots i els catòlics que s'hi acosten afirmen la seva lleialtat a l'Església, alhora que afirmen que els ensenyaments del Concili Vaticà II sobre ecumenisme, llibertat religiosa i la col·legialitat no coincideix amb l'ensenyament i la doctrina catòliques. Formen el que Julie Byrne denomina l'ala dreta del catolicisme independent: «Els independents varien àmpliament, des de la dreta a l'esquerra en l'espectre polític. A la dreta, les esglésies tradicionalistes practiquen versions del catolicisme més conservadores que Roma. Aquestes inclouen la Societat de Sant Pius X, fundada per Marcel Lefebvre, així com la comunitat de Mount St. Michael a Spokane, Washington, i l'església de l'actor Mel Gibson a Malibu, Califòrnia, que van donar titulars quan va dirigir la pel·lícula, La passió del Crist, el 2004. A la part esquerra de grups com l'Església d'Antioquia, la comunió catòlica ecumènica i els monjos de Sant Benet amb robes blanques».
La societat sacerdotal més gran que s'adapta a aquesta descripció és la Societat de Sant Pius X (SSPX), fundada el 1970, amb l'autorització del bisbe de Lausana, Ginebra i Fribourg, per l'arquebisbe Marcel Lefebvre. Els membres d'aquesta categoria veuen molts dels canvis posteriors al concili com a inacceptables doctrinalment i pastoralment. Reconeixen la jerarquia oficial de l'Església, però funcionen independentment d'ella i rebutgen algunes decisions que consideren incoherents o ineficaces en termes de catequesi i la transmissió de la fe catòlica. Aquesta forma d'actuar atrau acusacions de deslleialtat i desobediència de molts, fins i tot de membres dels grups anteriors reconeguts per la Santa Seu; d'altra banda, els grups SSPX i ells com ells consideren culpables els seus acusadors d'obediència cega, cosa que no és imposada i que pot ser contrària als requisits de la fe i de la moral catòliques. El gener del 2009, el prefecte de la Congregació per als Bisbes va remetre les excomunions que la Congregació havia declarat que havien estat incorregudes pels bisbes de la Societat el 1988. El bisbe Bernard Fellay de la Societat va expressar el seu agraïment per aquest acte, tot i que la Societat sempre ha afirmat que les excomunions no van tenir mai efecte (citant el cànon 1323, §4, el cànon 1323, 7 i el cànon 1324, §3; §1, 8 del Codi de dret canònic de 1983). El prefecte de la Congregació per als bisbes va expressar a més l'esperança que la Societat tornés ràpidament a la "plena comunió" amb l'Església mostrant «una fidel fidelitat i un veritable reconeixement del Magisteri i de l'autoritat del papa». La SSPX rebutja la noció de comunió "plena" i "parcial" amb l'Església, insistint que pertanyen a l'Església segons els criteris donats pel papa Pius XII, perquè tenen la mateixa fe, celebren els mateixos sagraments i reconeixen la mateixa jerarquia de l'Església. Més recentment, el Vaticà ha atorgat als sacerdots del SSPX l'autoritat d'escoltar les confessions i ha autoritzat, en determinades circumstàncies, els ordinaris locals a concedir delegació als sacerdots SSPX perquè actuïn com a testimoni qualificat necessari per a la celebració del matrimoni vàlid. En cadascun d'aquests documents es va expressar l'esperança que així "es pugui facilitar el procés cap a una regularització institucional completa".

### Sedevacantistes
Els sedevacantistes consideren que els papes posteriors al Vaticà II han perdut la seva posició a través de la seva acceptació d'ensenyaments herètics relacionats amb el Concili Vaticà II i, per tant, no hi ha actualment cap papa real. Conclouen, sobre la base del seu rebuig al ritu massiu revisat i el seu rebuig de certs aspectes de l'ensenyament de l'Església postconciliar com a falsos, que els papes implicats també són falsos. Aquesta és una posició minoritària entre els catòlics tradicionals i una molt divididade manera que molts que la posseeixen prefereixen no dir res del seu parer, mentre que altres sedevacantistes han acceptat la consagració episcopal de fonts com l'arquebisbe Pierre Martin Ngô Đình Thục.
Els termes sedevacantista i sedevacantisme deriven de la frase llatina sede vacante ("mentre la cadira/seu [de sant Pere ] està vacant""), un terme normalment aplicat al període comprès entre la mort o la dimissió d'un papa i l'elecció del seu successor.
L'organització sedevacantista més coneguda i probablement més ben organitzada és la Congregació de la Maria Immaculada Reina (CMRI). Molts sovint es refereixen a la Societat de Sant Pius V (SSPV) com a organització sedevacantista; tanmateix, mai no ha adoptat formalment aquesta posició i considera que la qüestió de la validesa dels últims papats no s'ha resolt.

### Conclavistes
Sovint classificats com a branca dels sedevacantistes, els conclavistes defensen l'elecció de persones alternatives als papes oficials, que rebutgen. Els grups conclavistes inclouen els
- Veritable Església Catòlica, fundada per Lucian Pulvermacher ("Papa Pius XIII")
- Església catòlica palmariana
- El papa Miquel

L'església palmariana ha modificat dràsticament el seu culte i les seves doctrines i, per tant, deixa de ser considerada catòlica per altres tradicionalistes.

## Posicions tradicionalistes

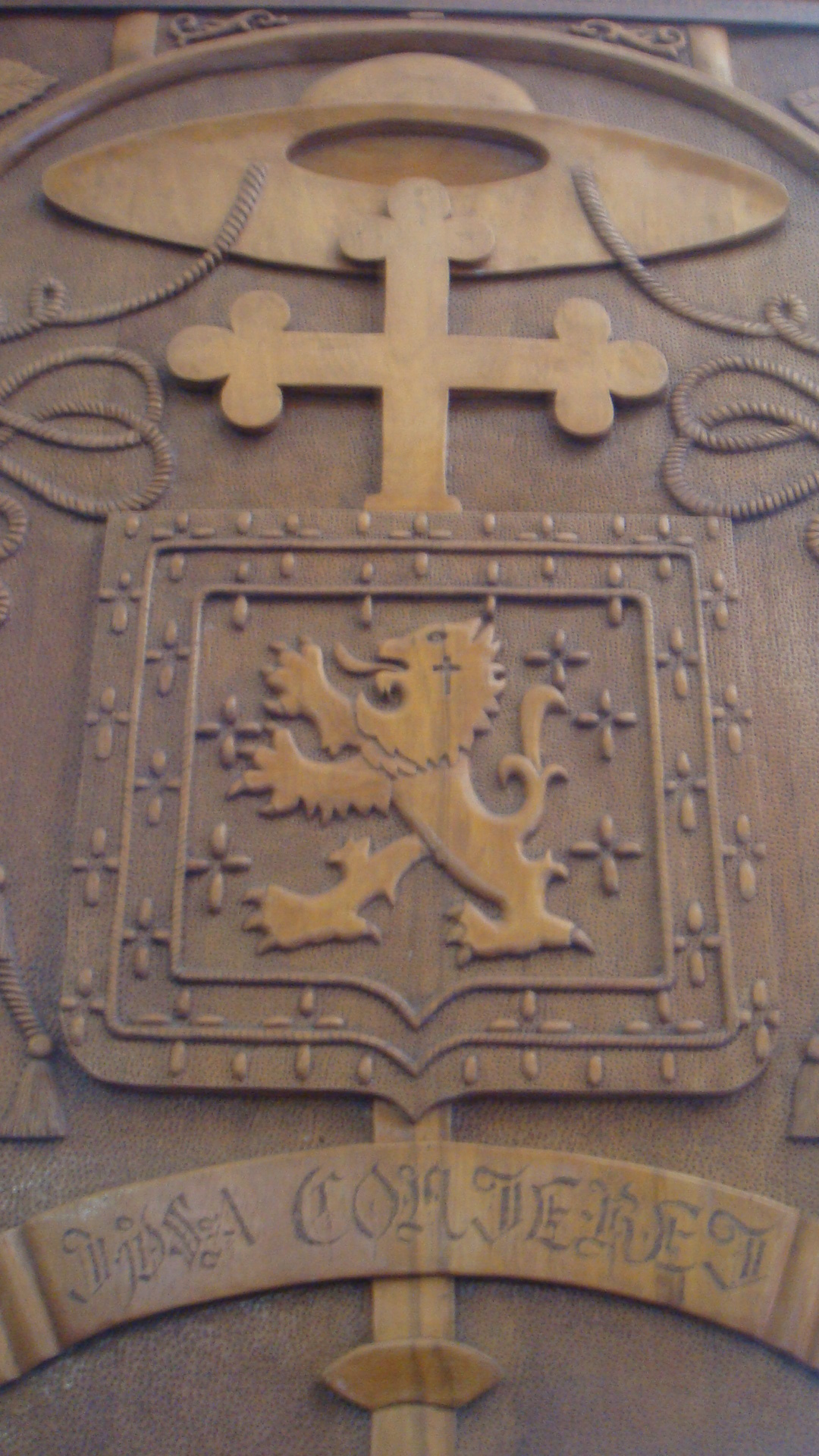
Escut tallat en una porta de fusta, d'Antonio de Castro Mayer, bisbe de Campos, Brasil, un dels membres més importants del tradicionalisme catòlic del món, el lleó simbolitza la lluita de fe, que han de combatre els catòlics.

Els catòlics tradicionalistes creuen que conserven l'ortodòxia catòlica en no acceptar tots els canvis introduïts des del Concili Vaticà II, canvis que alguns han descrit com una "veritable revolució". Afirmen que les posicions que ara prenen els catòlics principals –fins i tot catòlics conservadors– haurien estat considerades "modernistes" o "liberals" en el moment del Concili i que ells mateixos ocupen posicions que aleshores eren considerades "conservadores" o "tradicionals" .
Molts tradicionalistes creuen que els errors s'han entès en la presentació i comprensió dels ensenyaments catòlics des del temps del Concili. Atribueixen la culpa d'aquesta desviació a interpretacions liberals dels documents produïts pel Concili Vaticà II, a les decisions pastorals post-conciliars nocives, al text dels mateixos documents conciliars o a alguna combinació d'aquests.
La majoria dels tradicionalistes consideren el Concili com un concili ecumènic vàlid, encara que problemàtic, de l'Església catòlica, tot i que la majoria dels sedevacantistes el consideren totalment nul. És habitual que els tradicionalistes en disputa amb Roma afirmin que el Concili era "pastoral" i, per tant, que els seus decrets no eren absolutament vinculants per als catòlics de la mateixa manera que els decrets dogmàtics d'altres concilis ecumènics. El suport a aquest punt de vista es busca en el Discurs d'obertura al Concili del Papa Joan XXIII, el discurs de cloenda del Papa Pau VI, les declaracions de Benet XVI, i la manca de definicions dogmàtiques formals dels documents conciliars.
El papa Benet XVI va contrastar «l'hermenèutica de la discontinuïtat i la ruptura" que alguns apliquen al Concili (una interpretació adoptada tant per certs tradicionalistes com per alguns "progressistes") amb l' hermenèutica de la reforma, tal com es va presentar primer pel papa Joan XXIII en el seu discurs que va inaugurar el Concili l'11 d'octubre de 1962 i després pel papa Pau VI en el seu discurs per a la conclusió del Concili el 7 de desembre de 1965.»Va assenyalar un discurs similar en un discurs als bisbes de Xile el 1988, quan encara era el cardenal Joseph Ratzinger:
| « | [L'arquebisbe Lefebvre] va declarar que finalment ha entès que l'acord que va signar només tenia com a objectiu integrar la seva fundació a l'Església Conciliar. L'església catòlica en unió amb el papa és, segons ell, "l'Església conciliada" que ha trencat amb el seu propi passat. Sembla, certament, que ja no és capaç de veure que tractem amb l'Església catòlica en la totalitat de la seva Tradició, i que el Vaticà II pertany a això. | » |

Hi ha certa tensió entre diferents grups tradicionalistes a nivell oficial: la SSPX, per exemple, condemna el FSSP i l'assistència a les seves misses i sovint també entra en conflicte amb altres tradicionalistes. De fet, el denominador comú que tenen tots els grups que s'identifiquen com a tradicionalistes és l'amor per la forma tradicional de la missa i els altres sagraments, les devocions tradicionals, un grapat d'ensenyaments que afirmen que s'han enfosquit des del Concili Vaticà II i Normalment, sospita del catolicisme "neoconservador" modern, que es considera poc profund, ahistòric i intel·lectualment deshonest. En altres qüestions, hi ha diverses opinions.
Molts tradicionals catòlics s'associen a una societat sacerdotal particular. De vegades, altres grups reduïts de tradicionalistes es formen al voltant d'un capellà “independent” individual que no té vincles amb cap organització en concret.
Alguns líders de les esglésies catòliques independents també afirmen ser catòlics tradicionalistes i preservar la missa tridentina i les seves tradicions antigues. En són exemples l'Església catòlica apostòlica, l'antiga Església catòlica romana canònica i la Fraternité Notre-Dame.

### Reivindicacions dels Tradicionalistes de discontinuïtat i ruptura
Les afirmacions dels tradicionalistes segons els quals s'han produït canvis substancials en l'ensenyament i la pràctica catòlica ja que el Concili sovint cristal·litza al voltant dels següents suposats exemples concrets, en què altres no veuen el que el papa Benet XVI va anomenar "discontinuïtat i ruptura", sinó el que ell va anomenar «renovació en el continuïtat de l'únic subjecte-Església que el Senyor ens ha donat»:
- Una nova eclesiologia que diuen que no reconeix l'Església catòlica com l'autèntica església establerta per Jesucrist, i en canvi afirma que l'Església catòlica romana és un subconjunt de l'Església fundada per Crist. Veuen part de la confusió com a resultat d'una comprensió poc clara de la frase "subsisteix" que apareix al document del Vaticà II Lumen gentium i que l'Església ha declarat que s'aplica de manera exclusiva a l'Església catòlica i significa la «perduració, continuïtat històrica i permanència de tots els elements instituïts per Crist a l'Església catòlica, en què l'església de Crist es troba concretament en aquesta terra».[16]Afirmen que aquesta "nova eclesiologia" contradiu la Mystici corporis Christi del papa Pius XII i altres documents papals.
- Un nou ecumenisme que veuen com a objectiu d'una falsa unitat religiosa pancristiana que no requereix que els no catòlics es converteixin en la fe catòlica. Ells veuen això com una contradicció dels ensenyaments de la Bíblia, Mortalium animos de Pius XI, Humani generis de Pius XII i altres documents. Vegeu també la crítica tradicionalista a l'ecumenisme i la crítica a la doctrina sobre les relacions amb els no cristians.
- En aquest sentit, alguns catòlics tradicionals van considerar blasfèmia per part del papa Francesc[17] quan, el 2017, l'Oficina Filatèlica de l'Estat de la Ciutat del Vaticà, per commemorar el 500è aniversari de la Reforma protestant va emetre un segell d'entrega que mostrava a Martí Luter i a Philipp Melanchthon agenollats amb una disposició penitencial a banda i banda de la creu.[18][19]
- L'acceptació del principi de llibertat religiosa com a tolerància religiosa més que prudent, basada en una interpretació del decret del Concili Vaticà II Dignitatis Humanae, suposadament en contradicció amb els ensenyaments del papa Pius IX sobre Quanta cura i el Syllabus d'errors.
- Una revisió de la litúrgia de missa del ritu romà que, afirmen, destaca les doctrines catòliques centrals que la missa és un autèntic sacrifici i que el pa i el vi es canvien per la transsubstanciació al cos i la sang de Jesucrist, que s'ha despullat d'oracions importants, que se centra en la congregació en lloc de Déu, que és menys bella i edificant espiritualment, i que omet algunes lectures bíbliques que esmenten temes com l'infern, els miracles i el pecat. Els tradicionalistes opinen diferent sobre la validesa i l'acceptació del ritu revisat de missa:
  - Alguns ho veuen vàlid i tan acceptable quan sigui necessari, tot i que, si és possible, s'haurien d'atendre la forma més antiga.
  - Alguns, incloent el lideratge de la Societat de Sant Pius X, consideren que en principi és vàlid com a ritu sacramental, però sostenen que les revisions en la litúrgia són desagradables per a Déu, i que sovint se celebra de manera indeguda fins al punt de ser sacramental invàlid. Per tant, generalment es neguen a assistir-hi.
  - Alguns, entre ells molts sedevacantistes, ho consideren invàlid categòricament en principi i totalment inacceptable.[20]
  - Alguns consideren que la celebració de qualsevol traducció en idioma modern, fins i tot, de la missa tridentina hauria de ser presumptament nul·la.[21]
- Un èmfasi inadequat en la "dignitat de l'home", que afirmen ignora el pecat original i la necessitat de gràcia sobrenatural, i que també afirmen ha portat a un utopisme que veu la pau mundial com sigui possible sense reconèixer la regia de Crist. Ells veuen aquesta orientació com una contradicció de Quas Primas del Papa Pius XI, Rerum Novarum del Papa Lleó XIII, i altres documents papals i conciliars.
- Un ensenyament sobre la col·legialitat que atribueix als bisbes del món una responsabilitat, amb el Papa, de la responsabilitat del govern de l'Església de manera que afirmen que és destructiva de l'autoritat papal i fomenta una mentalitat d'església “nacional” que perjudica la primacia de la Santa Seu. També afirmen que les conferències dels bisbes nacionals, la influència dels quals va augmentar molt després del Concili, "disminueix la responsabilitat personal dels bisbes" dins de les seves diòcesis.[22]
- Una nova i crítica actitud envers la Bíblia que, segons diuen, contradiu Providentissimus Deus de Lleó XIII i Spiritus Paraclitus de Benet XV, entre d'altres documents.
- Un allunyament de la creença tradicional que l'Església i el món es diferencien entre ells fins a cert punt i que l'Església té enemics. Creuen que les advertències del papa Pius X a Pascendi Dominici Gregis, Humanum Genus de Lleó XIII i altres advertències papals contra la maçoneria i altres presumptes enemics del cristianisme han estat inoblidables.

#### Exemple d'un d'aquests reclamants
Georges de Nantes, sacerdot de la diòcesi de Grenoble i fundador de la Lliga per a la contrareforma catòlica, va criticar el Concili Vaticà II per fomentar l'ecumenisme i la reforma de l'Església i va acusar el papa Pau VI d'heretgia i de convertir l'Església. en un moviment per avançar en la democràcia, un sistema de govern del que de Nantes va abominava. La Congregació per a la Doctrina de la Fe va emetre una notificació el 10 d'agost de 1969, afirmant que, a mesura que de Nantes seguia mantenint les seves opinions sobre el Concili, l'aggiornamento de l'Església, de l'episcopat francès i de les "heretgies" del papa Pau VI, per això "van desqualificar la totalitat dels seus escrits i les seves activitats". Va publicar una altra notificació el 1983, publicada a L'Osservatore Romano del 16 al 17 de maig d'aquell any, afirmant que de Nantes havia vingut a Roma per presentar un "Llibre d'acusació contra el papa Joan Pau II per heretgia, cisma i escàndol", i que el secretari de la congregació l'havia rebut, segons li va ordenar del papa, però havia rebutjat acceptar d'ell un llibre que contenia acusacions greument ofensives injustificades del mateix personatge que les que de Nantes havia dirigit contra el papa Pau VI en un llibre publicat el 1973. Va afegir que la negativa de Nantes a retractar-se dels seus anteriors atacs contra el papa Pau VI i el Concili Vaticà II, als quals ara s'afegia atacs contra el papa Joan Pau II, va fer impossible creure en la sinceritat de la seva declaració el 1978 i el 1981 d'un desig de reconciliació per al qual el Papa es va mantenir sempre disposat.

### Respostes a les reclamacions dels tradicionalistes
Els que en resposta a aquestes crítiques per part de certs tradicionalistes defensen les decisions del Concili Vaticà II i els canvis posteriors realitzats per la Santa Seu formulen les següents consideracions:
- Les crítiques són falses, exagerades, o que no tenen estima del caràcter orgànic de la Tradició, i donen com a exemples crítiques tradicionalistes que Dignitatis Humanae contradiu els ensenyaments anteriors de l'Església sobre la llibertat religiosa,[25] i que el ritu revisat de missa representa un trencament en lloc d'un desenvolupament prudent de la litúrgia anterior.
- Rls tradicionalistes que afirmen que hi ha hagut una ruptura i una discontinuïtat amb l'ensenyament tradicional de l'Església mostren una actitud protestant de “judici privat” sobre qüestions de doctrina, en lloc d'acceptar l'orientació del Magisteri de l'Església.[26] [26]
- Els tradicionalistes no distingeixen adequadament les pràctiques pastorals canviants (com la litúrgia de la missa) dels principis immutables de la fe catòlica (com els dogmes que envolten la missa).
- Els tradicionalistes d'aquest tipus tracten l'autoritat papal de la mateixa manera que els catòlics liberals dissidents. Si bé els liberals creuen que, en qüestions sexuals, "el papa pot ensenyar tot el que vulgui ... però si se l'ha d'escoltar o no és una qüestió oberta", la posició de certs tradicionalistes sobre la reforma de la litúrgia de missa i Els ensenyaments contemporanis sobre ecumenisme i llibertat religiosa són el parer que, en aquests temes, "els catòlics fidels sempre són lliures de resistir-se a la follia del Papa ... A mesura que les teories de la dissidència religiosa van, els liberals catòlics no podien demanar res més ".[27]
- L'afirmació tradicionalista que el Concili Vaticà II era pastoral sovint es contraresta referint-se a Pau VI posant l'accent en la naturalesa autoritària dels ensenyaments del Concili.[28]

### Les crítiques dels sedevacantistes a altres tradicionalistes
Els sedevacantistes afirmen que eviten bona part de la crítica catòlica principal al tradicionalisme perquè la seva opinió és que, començant per Joan XXIII o Pau VI, no hi ha cap papa ni cos catòlic vàlid. Critiquen els altres sectors tradicionalistes pels següents motius:
- La litúrgia revisada de la missa promulgada i defensada per aquests papes soscava la fe i ensenya que l'Església pot decretar el mal i ha decretat el mal.
- Els ensenyaments del Concili Vaticà II contraposen la tradició de l'Església, per la qual cosa, o bé, rebutgen l'ensenyament del Primer Concili Vaticà sobre la infal·libilitat fins i tot del magisteri ordinari i universal del Papa i dels bisbes, o impliquen que neguen implícitament que el papa i els bisbes del Concili Vaticà II fossin realment el papa i els bisbes realment catòlics.
- Afirmen que aquells tradicionalistes no sedevacantistes que consideren un papa legítim, però rebutgen la seva submissió contravenen la famosa butlla Unam sanctam, en la què el papa Bonifaci VIII va declarar: «... declarem, proclamem, definim que és absolutament necessària per a la salvació que tota criatura humana estigui sotmesa al pontífex romà.»
- Compondre el problema, segons els sedevacantistes, és la revisió del ritu dels Sants Ordes el 1968; molts creuen que els sacerdots i els bisbes consagrats segons el nou ritu no són vàlids i no podrien administrar els sagraments tradicionals encara que ho volguessin. Diuen que aquest problema s'aplica a la FSSP i fins i tot a molts sacerdots SSPX, ja que el SSPX accepta els sacerdots ordenats en el nou ritu, tot i que ordena els seus propis nous sacerdots al vell. Segons aquesta línia de raonament, Benet XVI i Francesc només són sacerdots, i mai no han rebut consagració episcopal vàlida, i per tant, no han rebut cap autoritat veritable per ser Papa, és a dir, el bisbe de Roma.

### Crítica al radicalisme catolicisme tradicional
L'integrisme és el catolicisme tradicionalista que integra contextos socials i polítics. Kay Chadwick escriu: «Seria ingenu suposar que [l'integrisme catòlic] no porti una agenda política. És tant antimaçònic com anticomunista. Troba una veu a la premsa de la dreta... La processó annual de Joana d'Arc a París reuneix integristes i partidaris del Front Nacional. La celebració anual del partit del Front Nacional va precedida d'una missa llatina, celebrada en la forma anterior a 1970. Just abans de la seva mort el març del 1988, Lefebvre va ser multat a vuit mil francs pel Tribunal d'Apel·lació de París per "difamació racial" i "incitació a l'odi racial", per haver suggerit públicament que els immigrants, a partir dels musulmans, haurien de ser expulsats d'Europa. El 1976, va declarar el seu suport a les dictadures llatinoamericanes. Era un admirador de Maurras i Pétain, i va donar suport a la causa de l'Algèria francesa.»
El Centre de Dret de la Pobresa del Sud (SPLC) va utilitzar el terme catòlics tradicionalistes radicals per referir-se a aquells que "poden constituir el grup únic més gran d'antisemites seriosos d'Amèrica, subscriuen una ideologia rebutjada pel Vaticà i uns 70 milions de catòlics nord-americans principalment. Molts dels seus líders han estat condemnats i fins i tot excomunicats per l'església oficial» El SPLC afirma que els adeptes del catolicisme tradicional radical "jueus pilots rutinàriament com a 'enemic perpetu de Crist'", rebutgen els esforços ecumènics del Vaticà i, de vegades, afirmen que tots els papes recents són il·legítims. El SPLC diu que els adherits estan "encensats per les reformes liberalitzadores" del Concili Vaticà II (1962-65) que condemnava l'odi als jueus i "rebutjava l'acusació que els jueus són col·lectivament responsables del deïcidi en forma de crucifixió. de Crist" i que els" catòlics tradicionals radicals "abracen també " ideals socials extremadament conservadors respecte a les dones".
El SPLC aclareix, tanmateix, "els tradicionalistes radicals no són el mateix que els catòlics que es diuen ells mateixos" tradicionalistes "- les persones que prefereixen la missa llatina antiga a la missa ara es diuen normalment en llengües vernaculars - tot i que els radicals, també, com la seva litúrgia a Llatí ".

## Pràctiques tradicionalistes

### Ritus de la missa

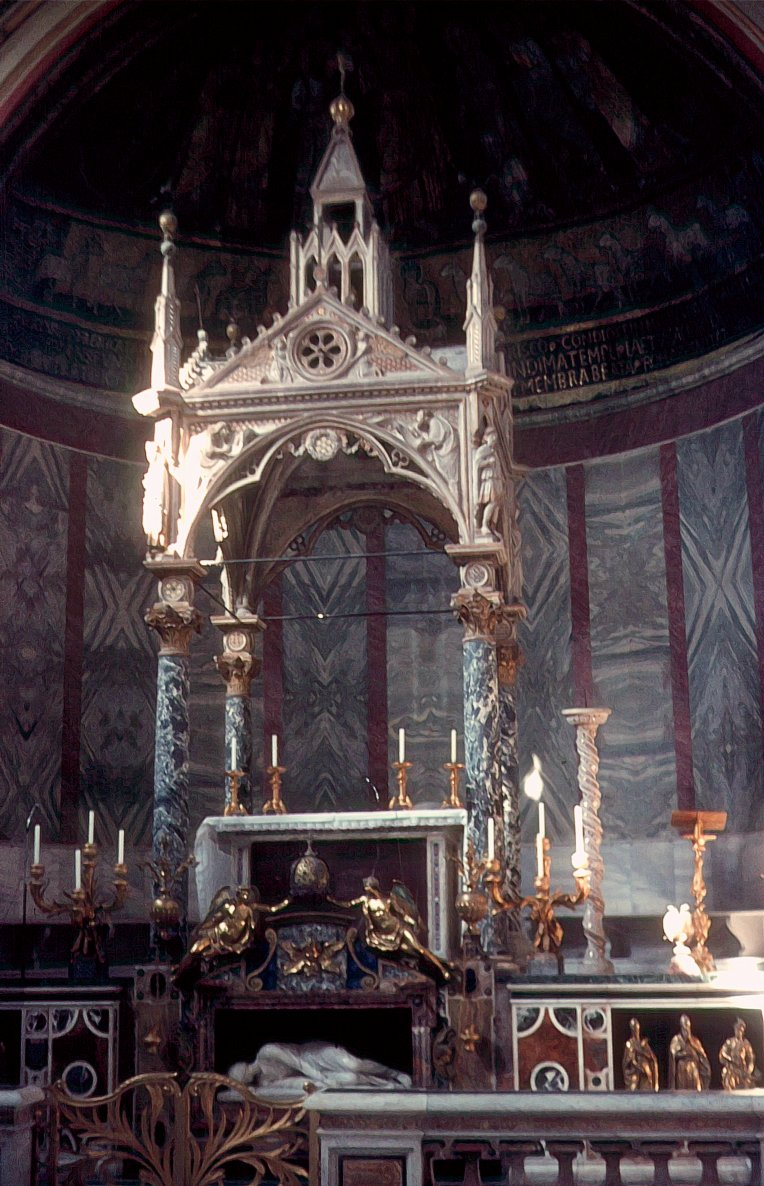
Altar de Santa Cecilia in Trastevere, Altar de Santa Cecília a Trastevere, erigit el 1700 i encara avui en dia. Està encarat a l'est i versus populum (cap a la gent).

El signe més conegut i més visible del tradicionalisme catòlic és un afer a la forma que la litúrgia del ritu romà de la missa tenia abans de la reforma litúrgica de 1969-1970, en les diverses edicions del Missal romà publicades entre 1570 i 1962. Aquesta forma és generalment coneguda com la Missa Tridentina, tot i que els tradicionalistes solen preferir anomenar-la Missa Tradicional. Molts s'hi refereixen com a missa llatina, tot i que la missa de Pau VI que la va substituir també es pot celebrar en llatí (el llatí és la llengua original de tots els documents litúrgics del ritu romà). Al seu motu proprio Summorum Pontificum del 2007, El papa Benet XVI va relaxar les regulacions sobre l'ús del Missal de 1962, designant-lo «una forma extraordinària del ritu romà, en contraposició a la forma normal o normal, tal com la revisaren successivament el papa Pau VI i el papa Joan Pau II.»
Diferents sacerdots tradicionalistes utilitzen diferents edicions del Missal romà per celebrar la missa tridentina, la majoria, no només els que estan en bon estat amb la Santa Seu, sinó com els del SSPX, utilitzen l'edició de 1962, l'única que autoritza la Santa Seu. Alguns tradicionalistes amb bona relació amb Roma utilitzen una sèrie de modificacions a la litúrgia de 1962, introduïda el 1965. A vegades, aquesta versió de la litúrgia es coneix com la del "Missal de 1965", tot i que en aquell any no es va publicar cap nova edició del Missal romà.
Atès que els sedevacantistes consideren que Joan XXIII no va ser un papa, rebutgen l'edició típica del Missal romà de 1962, que va promulgar. Generalment utilitzen l'edició típica de 1920, actualitzada a alguna data anterior a 1962. La Congregació de Maria Reina Immaculada segueix el Missal com el 1955, acceptant els canvis introduïts per Pius XII, però d'altres rebutgen la seva alteració del calendari de sants i la seva revisió dels ritus de la Setmana Santa. Així, aquests altres rebutgen l'edició de 1962 de Joan XXIII i els canvis de Pius XII, veient-los com a passos que van conduir a la missa post-Vaticà II. No hi ha informes de capellans que utilitzin regularment cap edició típica del Missal anterior a la de 1920, que va incorporar els canvis en el calendari i el calendari realitzats pel papa Pius X el 1910.
Està relacionada amb la celebració de la missa tridentina, que es respecta el calendari litúrgic dels dies dels sants, ja que existia abans de la revisió de 1969 (vegeu el calendari general romà de 1960). Alguns també ignoren les revisions del Papa Joan XXIII de 1960 i de 1955 pel papa Pius XII i fan servir el calendari general romà de 1954.

### Devocions individuals i privades
Molts tradicionals catòlics insisteixen en seguir les costums imperants abans del Concili Vaticà II, com ara:
- Abstenir-se de la carn els divendres. La disciplina actual manté els divendres i la quaresma com a dies i hores de penitència, declara que l'abstinència de la carn o d'algun altre menjar determinat per la conferència episcopal local s'ha d'observar tots els divendres (excepte les solemnitats) i el dimecres de cendra i permet que les conferències episcopals permetre que altres pràctiques de penitència personal prenguin el lloc d'abstinència de la carn.[37]
- El dejuni durant almenys 3 hores abans de rebre la Santa Comunió. Va ser el 1966, després del Concili Vaticà II, que el papa Pau VI va reduir el dejuni a una hora, una norma inclosa al Codi de dret canònic de 1983.[38] El 1953, el papa Pius XII va abolir la regla tradicional del dejuni des de mitjanit, exigint només un dejuni de 3 hores.[39]
- Agenollar-se per rebre la comunió directament sobre la llengua, només sota l'espècie de l'Hòstia, i de la mà d'un clergue més que d'un profà. Alguns es negarien a rebre fins i tot dels diaques a qui, abans de les reformes del papa Pau VI, se'ls permetia donar la santa comunió només si hi hagués una raó greu per permetre'ls fer-ho.[40] Molts tradicionalistes consideren la pràctica de rebre la comunió a la mà, tot i que antiga[41][42] i autoritzada per la Santa Seu,[43] com un abús[44] i com a sacrilegi.
- Les dones amb el cap cobert a l'església, tal com exigia el Codi del Dret Canònic de 1917[45] i com a San Pau requerí a 1Co 11:1-17. En conseqüència, moltes dones tradicionalistes, tot i que no totes,[46] porten una mantellina o algun altre tipus de vel, barret o mocador al cap quan es troben dins d'una església.
- La confessió freqüent, pràctica que va créixer a la primera meitat del segle xx, quan la comunió cada cop més freqüent va conduir a una confessió més freqüent.
- Oracions com les Estacions de la creu i el Rosari de forma que s'utilitzaven a mitjan segle xx, i així sense les alteracions en el nombre i la identitat de les estacions que es van fer comunes, tot i que de cap manera universals, en el temps del papa Pau VI i sense l'addició dels misteris lluminosos del rosari donats com a opció pel papa Joan Pau II.[47]

Aquestes pràctiques, per descomptat, no es limiten als tradicionalistes: molts altres catòlics també els segueixen. De la mateixa manera, no tots els catòlics tradicionalistes els segueixen en tot moment.

### Tradicionalisme i esglésies catòliques orientals
L'oposició a la doctrina postconciliar i els intents d'eliminar els préstecs del ritu romà també han provocat un retrocés tradicionalista molt reduït a les esglésies catòliques orientals. La disputa ha estat més divulgada dins de l'Església grecocatòlica ucraïnesa. En algunes altres esglésies catòliques orientals, però, hi ha un petit nombre que intenta mantenir les pràctiques tal com eren abans de la mort del papa Pius XII de 1958.

### Antecedent
La Santa Seu va defensar des de abans del Concili Vaticà II que la llatinització mai va ser un desenvolupament orgànic. Exemples freqüentment citats són l'encíclica Orientalium dignitas de 1894 del papa Lleó XIII i les instruccions de Pius X que els sacerdots de l'Església catòlica bizantina russa havien d'oferir la litúrgia, "Ni més, ni menys ni diferent" que el clergat ortodox i ritualista antic.
La desllatinització litúrgica va començar amb les correccions dels llibres litúrgics dels anys trenta del metropolità Andrei Xeptitski. Segons el seu biògraf Cyril Korolevsky, no obstant això, el metropolità Andrei es va oposar a l'ús de la força coercitiva contra aquells que romanien vinculats a les pràctiques del ritu llatí. Va expressar el seu temor que qualsevol intent de fer-ho portés a un equivalent catòlic grec del Cisma de 1666 dins de l'Església ortodoxa russa.
La desllatinització de l'església catòlica grecoucraïnesa va guanyar un impuls més gran amb el decret de 1964 Orientalium Ecclesiarum del Concili Vaticà II) i diversos documents posteriors. Això va provocar que les llatinacions es descartessin dins de la diàspora ucraïnesa. Mentrestant, l'annexió soviètica d'Ucraïna havia obligat els catòlics bizantins a una existència clandestina i les llatinitzacions van continuar essent àmpliament utilitzades en parròquies subterrànies, seminaris i comunitats religioses. Després que es va aixecar la prescripció contra l'església catòlica grecoucraïnesa el 1989, nombrosos sacerdots i jerarques arribaren de la diàspora i van intentar fer complir la conformitat litúrgica. Això ha provocat una oposició generalitzada.

#### La Societat Sacerdotal de Sant Pius X i les esglésies orientals
La Societat Sacerdotal de Sant Josaphat, que gestiona un seminari, un convent basilià i nombroses parròquies, al·lega lligams amb l'Església grecocatòlica ucraïnesa, alhora que rep ordres sacerdotals dels bisbes de la Societat Sacerdotal de Sant Pius X. El superior del Societat Sacerdotal de Sant Josaphat, el pare Basil Kovpak, ha acusat la jerarquia de l'Església grecocatòlica ucraïnesa d'utilitzar una intensa pressió psicològica contra els sacerdots reticents o que no volen desllatinitzar-se. Al·lega que nombrosos laics, que han estat lligats a les llatinacions des de la persecució soviètica de l'Església grecocatòlica ucraïnesa, preferirien quedar-se a casa diumenge en lloc d'assistir a una litúrgia desllatinitzada.
La Societat Sacerdotal de Sant Josaphat s'oposa a retirar les estacions de la creu, el rosari i la custòdia de la litúrgia i les parròquies de l'Església grecocatòlica ucraïnesa. També rebutgen la substitució del llenguatge litúrgic de l'Església grecocatòlica ucraïnesa, l'eslau esclesiàstic antic, amb l'idioma vernacular ucraïnès. A les seves memòries Tradició perseguida, el P. Kovpak també cita nombrosos exemples de l'Església grecocatòlica ucraïnesa que allunya el clergat i laics ortodoxos que volen convertir-se al catolicisme oriental. Segons ell, segons molts casos, els conversos no són ètnicament ucraïnesos.
El 2003, el cardenal Lubomyr va excomunicar Kovpak, superior de la Societat Sacerdotal de Sant Josaphat, de l'Església grecocatòlica ucraïnesa. Kovpak va apel·lar aquest càstig a la Sacra Rota Romana papal a la Ciutat del Vaticà i l'excomunió va ser declarada nul·la per falta de forma canònica.
El 2006, la Societat Sacerdotal de Sant Josaphat va aconseguir que el bisbe llatí Richard Williamson, aleshores membre de la Societat Sacerdotal de Sant Pius X, ordenés dos sacerdots i set diaques a Varsòvia, una acció que va violar els cànons 1015 §2, 1021 i 1331 §2 del Codi. Dret canònic i els corresponents cànons del Codi de Cànons de les Esglésies Orientals. L'arquebisbe Ihor Vozniak de Lviv, l'arxidiòcesi en què la Societat Sacerdotal de Sant Josaphatés més activa, va denunciar les ordenacions com a “acte delictiu” i va condemnar la participació de Kovpak a la cerimònia. Va subratllar que els dos sacerdots que havia ordenat el bisbe Williamson no rebrien facultats dins de l'arxieparquia. Funcionaris de l'arxidiòcesi de Lviv van dir que Kovpak podria enfrontar-se a l'excomunió i que «enganya a l'església en declarar que és un sacerdot catòlic grec (bizantí)', alhora que dona suport a un grup [la Societat Sacerdotal de Sant Pius X] que utilitza exclusivament la vella litúrgia llatina, evitant la tradició bizantina i no manté fidelitat a la Santa Seu.»
El procés d'excomunicació del pare Kovpak va ser reiniciat per la jerarquia de l'Església grecocatòlica ucraïnesa i va ser confirmat per la Congregació per a la Doctrina de la Fe el 23 de novembre de 2007.

#### Sedevacantisme en una església oriental
El 3 de març de 2008, un grup de sacerdots basilians estacionats a Pidhirtsi, Ucraïna, van comunicar al papa Benet XVI que quatre d'ells havien estat consagrats com a bisbes per salvar l'Església catòlica grega ucraïnesa (Església grecocatòlica ucraïnesa) de l'heretgia i l'apostasia. L'11 d'agost de 2009, van anunciar la formació de l'Església grecocatòlica ortodoxa ucraïnesa com a "nova estructura de l'Església per als fidels ortodoxos de l'Església grecocatòlica ucraïnesa", professant la fe catòlica, incloent-hi la primacia del pontífex romà, i desvincular-se de "les heretgies contemporànies que destrueixen l'Església de l'Orient i de l'Occident ". Després d'haver elegit el seu propi patriarca, van declarar l'1 de maig de 2011 que tant el papa Joan Pau II com el papa Benet XVI van ser excomunicats, deixant vacant la Santa Seu; i van afegir: «Ara el Patriarcat catòlic bizantí té l'encàrrec de Déu de protegir la doctrina ortodoxa de l'Església catòlica, inclosa l'Església llatina. Només després d'haver estat elegit una jerarquia catòlica ortodoxa i un successor ortodox del Papat, el Patriarcat serà rellevat de aquest deure donat per Déu.»

## Relacions actuals amb la Santa Seu
La Santa Seu reconeix com a legítima la preferència que molts catòlics tenen per les formes de culte anteriors. Això es va fer evident a la carta apostòlica del papa Joan Pau II de 1988, Ecclesia Dei i al motu proprio Summorum Pontificum del papa Benet XVI. Tanmateix,la Santa Seu no estén la seva aprovació als qui prenen la posició contra el lideratge actual de l'Església.

### ComissióEcclesia Dei
La Comissió Pontifícia Ecclesia Dei es va fundar el juliol del 1988 arran de la carta apostòlica del papa Joan Pau II, Ecclesia Dei. El papa Benet XVI va ser membre de la Comissió durant el seu mandat com a cardenal prefecte de la Congregació per a la Doctrina de la Fe. El cardenal Castrillón, actual cap de la Comissió, va declarar el 16 de maig de 2007. durant la Cinquena Conferència General dels Bisbes d'Amèrica Llatina i el Carib, va declarar que el seu departament havia estat fundat per tenir cura d'aquells "catòlics tradicionals" que, tot i que estaven descontents amb la reforma litúrgica del Concili Vaticà II, havien trencat amb l'arquebisbe Marcel Lefebvre,«"perquè no estaven d'acord amb la seva acció cismàtica d'ordenar bisbes sense el mandat papal requerit». Va afegir que actualment l'activitat de la Comissió no es limita al servei d'aquells catòlics, ni «els esforços realitzats per acabar amb la lamentable situació cismàtica i aconseguir el retorn d'aquests germans que pertanyen a la Fraternitat de Sant Pius X a la plena comunió». A més, va dir, que «per satisfer les justes aspiracions de la gent, sense relació amb els dos grups esmentats, que, per la seva sensibilitat específica, desitgen mantenir viva la litúrgia llatina anterior en la celebració de l'Eucaristia i els altres sagraments.»
En el mateix discurs, el cardenal Castrillón va indicar que es pretenia convertir la Comissió en un òrgan de la Santa Seu amb l'objectiu de preservar i mantenir la litúrgia tradicional; alhora, va afirmar que això no tenia com a finalitat «retrocedir, tornar als temps anteriors a la reforma de 1970... El Sant Pare vol preservar l'immens tresor espiritual, cultural i estètic lligat a l'antiga litúrgia. La recuperació d'aquesta riquesa va juntament amb la no menys preuada riquesa de la litúrgia actual de l'Església.»

### Summorum Pontificum
Després de mesos de rumors i especulacions, el papa Benet XVI va emetre el motu proprio Summorum Pontificum el juliol del 2007. El Papa va dictaminar que els sacerdots de ritu llatí podran triar lliurement entre el missal romà de 1962 i l'edició posterior "en Misses celebrades sense poble". Podran assistir a aquestes celebracions aquells que demanin espontàniament assistir-hi. Els sacerdots encarregats de les esglésies poden permetre a grups estables de laics adherits a la forma anterior celebrar la missa en aquesta forma, sempre que el sacerdot celebrador estigui "qualificat per [celebrar] i no impedit jurídicament" (això exclouria els sacerdots tradicionalistes no en bon estat amb Roma).
El document, a més de ser ben rebut pels grups tradicionalistes que han mantingut bones relacions amb Roma, ha estat considerat per grups com els Fills del Santíssim Redemptor, que han estat en disputa amb Roma, com a motius suficients per buscar un acord. La Societat de Sant Pius X va donar la benvinguda al document, però es va referir a les "dificultats que encara romanen", incloses les "qüestions doctrinals disputades" i la notificació d'excomunió que encara afectava els seus bisbes. Els sedevacantistes consideren, per descomptat, tots els documents emesos per Benet XVI com a mancats de força canònica.

## Validesa dels ordres sagrats del clergat tradicionalista
La concessió d'ordes sagrats pot ser vàlida però il·lícita. L'església catòlica, òbviament, considera que els ordes del clergat tradicionalista que estan en bon estat amb la Santa Seu, com el clergat de la Fraternitat Sacerdotal de Sant Pere, són vàlids i lícits. Considera vàlids però il·lícits els ordres dels bisbes i dels sacerdots de la Societat de Sant Pius X i, per tant, els considera prohibits per la llei per exercir els oficis sacerdotals, car de fet tenen prohibit exercir com a sacerdots. Pel que fa als tradicionalistes "independents", ja siguin bisbes o sacerdots, certament veu la seva ordenació com a il·lícita, però el seu judici sobre la validesa és menys clar. La Santa Seu va declarar sense efecte canònic la cerimònia de consagració realitzada per l'arquebisbe Pierre Martin Ngô Đình Thục pel grup de l'Ordre Carmelita de la Santa Faç la mitjanit del 31 de desembre de 1975, tot i que s'abstenia expressament de pronunciar-se sobre la seva vigència. Va fer la mateixa declaració respecte a les ordenacions posteriors que els bisbes poguessin conferir, dient que, "pel que fa a aquells que ja han rebut il·legalment l'ordenació o qualsevol que encara pugui acceptar l'ordenació d'aquests, qualsevol que sigui la validesa de les ordres. (quidquid sit de ordinum validitate), l'Església no i no reconeixerà la seva ordenació (ipsorum ordinationem), i els considerarà, per a tots els efectes legals, com encara en l'estat en què es trobaven abans, excepte que les ... les penes es mantenen fins que no es penedeixen ".
Els mateixos tradicionalistes es divideixen en la qüestió de la validesa dels ordes conferits mitjançant el ritu promulgat pel papa Pau VI el 1968. Els que neguen o posen en dubte la validesa de les litúrgies sagramentals revisades després del Concili Vaticà II dictamen el mateix judici negatiu. en totes aquestes ordenacions. La Societat de Sant Pius V es va separar de la de Sant Pius X per raons que van incloure l'acceptació de l'arquebisbe Lefebvre dels sacerdots ordenats segons els ritus sacramentals revisats com a membres de la societat tradicionalista que va fundar.

## Nombre de catòlics tradicionalistes
Les estimacions del nombre de catòlics tradicionalistes varien. Catholic World News va informar que "el Vaticà" estimava el nombre de servits per la Fraternitat de Sant Pere, la Societat de Sant Pius X i grups similars a "prop d'un milió". Diverses fonts estimen només 1 milió els adherits de la Societat de Sant Pius X. Cap enquesta religiosa important ha intentat mostrejar i enumerar subconjunts de catòlics per la seva posició en un continu conservador entre liberal i tradicional i tradicionalista i sedevacantista, de manera que qualsevol xifra en el nombre dels catòlics tradicionalistes han de ser, per necessitat, estimades.
A efectes de comparació, es diu que els cavallers de Colom, una organització catòlica principal, compta amb més d'1,9 milions de membres, el Camí Neocatecumenal té aproximadament un milió de membres, i el relativament petit Opus Dei té més de 80.000 membres.
Les dues societats més destacades dels sacerdots tradicionalistes -la Societat Sacerdotal de Sant Pius X i la Fraternitat sacerdotal de Sant Pere- tenen presència a 31 i 14 països respectivament. Una gran part dels seus membres en cada cas es troben a França. Dues altres societats, la Societat de Sant Pius V i la Congregació de la Maria Immaculada Reina, tenen la seva base als Estats Units i també tenen presència a molts països, especialment la Congregació de la Maria Immaculada Reina. Els catòlics tradicionalistes dels països de parla anglesa i Alemanya són més propensos a ser sedevacantistes que els de França i altres països llatins.